# Anders Johnson
Anders Johnson, es un personaje ficticio de la serie de televisión The Almighty Johnsons interpretado por el actor Dean O'Gorman del 7 de febrero del 2011 hasta el 26 de septiembre del 2013. 